# Jürgen Wilke (Schauspieler)

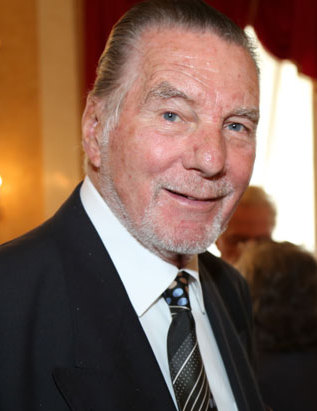
Wilke im Jahr 2013

Jürgen Wilke (* 21. November 1928 in Berlin-Karlshorst; † 27. Mai 2016) war ein deutscher Schauspieler und Theaterintendant.

## Leben
Jürgen Wilke, 1928 in Berlin geboren, verbrachte die ersten Jahre bis zur Volksschule in Berlin, übersiedelte aber anschließend nach Königsberg in Preußen. Während des Zweiten Weltkrieges musste er trotz Schulbesuchs Dienst als Luftwaffenhelfer leisten. Gegen Ende des Krieges konnte seine Familie aus Königsberg fliehen und versuchte mit dem Lazarettschiff Wilhelm Gustloff auf dem Wasserweg mit seinen Geschwistern zu entkommen, musste aber wegen Überladung das Schiff wieder verlassen. Nur so überlebte seine Familie, da die Gustloff, von sowjetischen Torpedos getroffen, sank. Er selbst sollte vorerst Königsberg mit verteidigen, kam aber schließlich zurück in seine Heimatstadt Berlin, wo er seine Schulausbildung beendete. Danach absolvierte er eine Schauspielausbildung in Westdeutschland, während die Familie im Osten blieb. Seine Schwester konnte er später nach Westdeutschland nachholen.
In den 1950er Jahren war Wilke ein gefragter Film- und Theaterschauspieler und arbeitete mit vielen bekannten Größen wie Gert Fröbe, Hans Albers, Gustaf Gründgens oder Elisabeth Flickenschildt zusammen. 1956 ging er nach Wien und spielte im Theater in der Josefstadt und am Burgtheater. Von 1966 an übernahm er die Intendanzen von verschiedenen Sommerfestspielen, zunächst in Andernach sowie ab 1971 in Stockerau. In der Folge war Wilke von 1981 bis 1996 Intendant der Perchtoldsdorfer Sommerspiele und gründete 1980 den „Laxenburger Kultursommer“. Er selbst zeichnete für mehr als 60 Inszenierungen verantwortlich. 1982 wurde Wilke der Berufstitel Professor verliehen.
Wilke war dreimal verheiratet und wurde Vater von zwei Kindern. Seit dem Jahr 2000 lebte Wilke mit der ehemaligen US-Diplomatin Helene von Damm zusammen. Im Jahr 2011 beendete er seine Schauspieltätigkeit. Als Intendant des Laxenburger Kultursommers folgte ihm im Oktober 2011 Adi Hirschal nach.
Jürgen Wilke wurde auf dem Ortsfriedhof von Laxenburg zur Letzten Ruhe gebettet.

## Wirken
- 1949–1951 Stadttheater Oldenburg u. Stadttheater Kiel
- 1951–1955 Schauspielhaus Düsseldorf unter Gustaf Gründgens
- 1955–1956 Münchner Kammerspiele und Hamburger Schauspielhaus
- ab 1956 Theater in der Josefstadt
- seit 1956 Burgschauspieler

Regie und großteils Hauptrolle:
- 1971–1997 Stockerauer Festspiele
- 1981–1996 Perchtoldsdorfer Sommerspiele
- 1985–2004 Tourneetheater Der Grüne Wagen
- 1985–2011 Komödienspiele auf der Franzensburg
- 1980–1996 Schlosstheater im Blauen Hof in Laxenburg

## Filmografie
- 1957: Heimweh … dort, wo die Blumen blühn – Regie: Franz Antel
- 1957: Das Herz von St. Pauli – Regie: Eugen York
- 1963: Die Unzufriedenen – Fernsehfilm – Regie: Veit Relin
- 1963: Der Kardinal – Regie: Otto Preminger
- 1970: Polizeifunk ruft; Folge: Abschiedsabend – Regie: Hermann Leitner
- 1975: Am Wege – Fernsehfilm – Regie: Peter Beauvais
- 1981: Der Bockerer – Regie: Franz Antel
- 1984: Weltuntergang – Fernsehfilm – Regie: Imo Moszkowicz
- 1993: Mein Freund, der Lipizzaner – Fernsehfilm – Regie: Franz Antel

## Hörspiele
- 1949: Nach Damaskus – Regie: Ulrich Erfurth
- 1953: Heimkehr – Regie. Erwin Piscator
- 1953: Goethe schreibt ein Hörspiel – Regie: Wilhelm Semmelroth
- 1955: Abenteuerliche Flucht – Regie: Raoul Wolfgang Schnell
- 1960: Seneca und die goldenen Jahre – Regie: Oswald Döpke
- 1982: Der Bruder unseres Gottes (Autor: Karol Wojtyła) – Regie: Friedhelm Ortmann

## Publikationen
- 2012: ... und immer wieder von vorn: mein Leben, aufgezeichnet und ergänzt von Wolff A. Greinert, Amalthea-Verlag, Wien 2012, ISBN 978-3-85002-786-1

## Auszeichnungen
- Ernennung zum Kammerschauspieler
- Berufstitel Professor
- Goldenes Ehrenzeichen der Republik Österreich
- Ehrenmedaille der Bundeshauptstadt Wien in Silber (1986)
- Silbernes Ehrenzeichen der Stadt Wien (1996)
- Ehrenring der Stadt Stockerau
- Goldenes Ehrenzeichen der Marktgemeinden Perchtoldsdorf und Laxenburg
- Deutsches Bundesverdienstkreuz 1. Klasse (1986)
- Österreichisches Ehrenkreuz für Wissenschaft und Kunst (1997)
- Goldener Ehrenring der Marktgemeinde Laxenburg
- Goldenes und Großes Goldenes Ehrenzeichen für Verdienste um das Bundesland Niederösterreich (2003)
- Ehrenplakette des Bundeslandes Niederösterreich (2011)
- Goldenes Ehrenzeichen für Verdienste um das Land Wien (2014)